# Ylä-Koivenlampi
Ylä-Koivenlampi är en sjö i kommunen Juga i landskapet Norra Karelen i Finland. Den är 7,9 meter djup. Arean är 16 hektar och strandlinjen är 2,89 kilometer lång.  Den  ingår i Vuoksens huvudavrinningsområde.  Sjön ligger omkring 55 kilometer norr om Joensuu och omkring 410 kilometer nordöst om Helsingfors. 
I sjön finns ön Savisaari. 